# Joachim Garraud
Pour les articles homonymes, voir Garraud.
Joachim Garraud (né le 27 septembre 1968 à Nantes, en Loire-Atlantique) est un DJ, remixeur et producteur français de musique électronique. Au cours de sa carrière, il est amené à collaborer avec des artistes aussi divers que David Guetta, Jean-Michel Jarre, Bob Sinclar, Cassius, Deep Dish ou Laurent Garnier.
Il a joué dans des festivals comme Lollapalooza au Chili et à Chicago, Coachella en Californie, Electric Zoo à New York, Exit Festival en Serbie ou Tomorrowland en Belgique. Joachim est également producteur du festival Elektric Park (anciennement Inox Park) à Chatou dans les Yvelines, sur l'île des impressionnistes avec une capacité d'accueil de 20 000 personnes.

## Biographie
Joachim Garraud étudie le piano et les percussions au conservatoire. Il arrive à Paris en 1989 ayant obtenu un poste de producteur pour la radio Maxximum. Il devient également DJ au Boy, un club accueillant les premières soirées techno[réf. nécessaire]. En 1991, il mixe dans les festivals de musique électronique comme à Moscou (Gagarine Party avec 30 000 personnes), Manchester ou la Techno Parade de Berlin avec plus d'un million de personnes dans les rues. En 1992, il crée le studio Square Prod à Paris. En 1999, il co-produit le show de Jean-Michel Jarre aux pyramides du Caire. À la fin des années 1990, il s'associe avec David Guetta pour créer de la musique ensemble et leur 1er titre Just A Little More Love sorti en 2001 est n°1 à Ibiza[réf. nécessaire]. Leur deuxième single Love Don't Let Me Go, premier titre house classé aux États-Unis[réf. nécessaire] et extrait de l'album Just a little more love, sort sur le label Gumprod monté ensemble. En 2004, il co-produit l’album Guetta Blaster qui sera double disque d’or. Il co-compose et co-produit la musique du film People (Jet Set 2). En 2005, il participe à la création du label F*** Me I'm Famous.
En 2006, Joachim Garraud lance un podcast de remix sur iTunes d'Apple et lance une collaboration avec Pioneer DJ. En 2007, il enregistre 200 000 ventes pour le single Love Is Gone co-composé et co-produit avec Fred Rister. Il sort son single Street's Sound sur Joia Records. Il est élu meilleur DJ aux trophées de la nuit et meilleur DJ Electro House aux FG DJ Awards, puis co-produit l'album Aero de Jean-Michel Jarre. Il est parrain de la Techno Parade à Paris cette même année. En 2008, Joachim Garraud enregistre 500 000 exemplaires vendus pour son album Pop Life, et participe (avec Tiësto, Carl Cox, Martin Solveig et David Guetta) à la soirée Unighted organisée par Cathy Guetta au Stade de France. La même année, il sort son album Invasion. Il est élu deux fois meilleur producteur français par Only For DJ's magazine.
En 2010, Joachim Garraud crée l'Elektric Park. Le festival se décline en version mobile, avec une scène montée sur un camion qui permet de la déplacer facilement dans différents lieux. En 2011, il devient DJ en résidence au Space Ibiza et s'associe avec le label Toolroom pour la compilation Ibiza 2011. Il sort son deuxième album solo Invasion 2011; et décroche la 27ème place au classement mondial des DJs par le magazine de référence DJ Mag. En 2012, il produit l'album Kind Heaven de Perry Farrell. En 2015, il co-produit l'album Electronica de Jean-Michel Jarre. 
En 2016, il co-produit l'album de Vitalic, Voyager, et sort son album solo 96/24. En 2017, il sort son album de musique expérimentale O.V.P (Oscillation Vibration Pulsation) composé d'une seule piste de 39 minutes et 39 secondes. En 2018, il crée le label UndGrdMusic. En 2020, il lance le bus LAGoodVibe, un studio d'enregistrement solaire mobile 100 % autonome. En 2021, il crée le label UndGrdMelodic, sort l'album O.V.P 2 accompagné d'un double vinyl collector, et participe au lancement du studio de Radio Monaco à New York.

## Discographie

### Singles
- 2004 : High Energy (feat. Chynna)
- 2004 : Geisterbahn
- 2005 : Summer Moon (avec Tim Deluxe & Bob Sinclar & David Guetta feat. Ben Onono - Africanism All Stars)
- 2005 : Acid Beat (avec Julien Créance)
- 2005 : Rock the Choice
- 2006 : Acid Boy
- 2006 : Louxor, j'adore (vs. Katerine)
- 2007 : Street's Sound / X
- 2008 : Are U Ready
- 2008 : Moi Y'aime Bien Moa (feat. Cocto)
- 2008 : I Will Love You Anyway (avec Nino Anthony feat. Chynna Blue)
- 2008 : The Answer (avec CB Lyon feat. Margeau)
- 2008 : Wrecking Ball (avec CB Lyon)
- 2009 : No Techno In This Room Please
- 2010 : It's Only Love
- 2011 : Bang Bang (feat. DJ Roland Clark)
- 2011 : Everybody In the Place (feat. Poet Name Life)
- 2011 : We Are the Future (feat. Poet Name Life)
- 2011 : Stop (avec Dabruck & Klein feat. DJ Roland Clark)
- 2012 : My Boyfriend Is a Robot (feat. Ze!)
- 2012 : Hook (avec Alesia)
- 2012 : Nox (avec Alesia)
- 2012 : Hillside West (avec Alesia)
- 2012 : I'm Invaded (avec Ze!)
- 2012 : Atrium (avec Alesia)
- 2013 : Maximus (feat. A Girl And A Gun)
- 2013 : Ca$h (feat. A Girl And A Gun)
- 2013 : Grizzly Giant
- 2013 : Scandale
- 2013 : Motherspaceship Alarm
- 2014 : Music Maestro Please
- 2014 : Everybody (feat. Perry & Etty Farrell)
- 2014 : Partition (feat. Beyoncé)
- 2014 : One Life (avec Chris Willis)
- 2014 : Theory Of Everything
- 2015 : Cut This S***
- 2015 : Don't Cry (Remember My Name) (avec Chris Willis)
- 2015 : Just the Beat Bro
- 2015 : DJ Play That Beat
- 2016 : The Witch Is Dead (avec A Girl And A Gun)
- 2016 : Telepathic Dream (avec Ridwello feat. Chuck Preston)
- 2016 : Le Laboratoire
- 2016 : Message To the World (avec Chris Willis)
- 2017 : Beautiful (avec Ridwello & Chris Willis)
- 2017 : Come On Let's Go (avec Ridwello feat. Charlie Sputnik)
- 2017 : You're So Special (avec Ridwello feat. Rey Fonder)
- 2018 : Champions (avec Ridwello feat. Charlie Sputnik)
- 2018 : Just Let It Go (feat. Ryan Konline)
- 2019 : Signal
- 2020 : Lullaby (avec JD Davis)
- 2021 : Dead House (avec A Girl And A Gun)
- 2022 : Hesed (avec Marco G)
- 2022 : Street's Sound 2022
- 2023 : Runaway Heartbreak (avec Miriam Love)
- 2024 : It's Over (Don't want to believe) (Avec Chris Willis)

### Remixes
- 1991 : Rose Laurens - Il a les yeux d'un ange (Version Euromix et Dub Version)
- 1996 :  G-Squad - Raide Dingue De Toi (Joachim G. Mix)
- 1997 :  G-Squad - Aucune Fille Au Monde (Joachim G. Mix)
- 1997 : Alabina feat. Ishtar & Los Niños de Sara - Alabína (Joachim G. Mix)
- 1997 : Jane Fostin - La Taille de ton amour (Joachim G. Mix)
- 1997 : G-Squad - Sans Toi (Joachim G. Mix)
- 1998 : Los Umbrellos - No Tengo Dinero (Joachim G. Dub Mix)
- 1999 :  Geri Halliwell - Mi Chico Latino (Joachim G. Mix)
- 2000 : Geri Halliwell - Lift Me Up (Joachim G. Mix)
- 2002 : Kylie Minogue - Love at First Sight (Dancefloor Killa Remix)
- 2002 : Cassius featuring Steve Edwards - The Sound of Violence (Dancefloor Killa Remix)
- 2002 : Frank C - Froggy Mix (Joachim G. Remix)
- 2002 : Kylie Minogue - Come into My World (Joachim Garraud Remix)
- 2003 : Los Canos - Nina Piensa En Ti (Mix Joachim Garraud)
- 2003 : Paul Johnson feat. Chynna - Doo Wap (Joachim Garraud & Philippe Brousse Remix)
- 2003 : Geyster - Bye Bye Superman (Dancefloor Killa Remix)
- 2003 : Saffron Hill featuring Ben Onono - My Love Is Always (Joachim Garraud Remix)
- 2003 : Bel Amour - Promise Me (Dancefloor Killa Remix)
- 2003 : Orchestral Manoeuvres in the Dark - Enola Gay (Dancefloor Killa Remix)
- 2003 : Geyster - It's About You (Joachim Garraud Remix)
- 2004 : David Guetta featuring Chris Willis & Moné - Money (Dancefloor Killa Remix)
- 2004 : David Guetta featuring Chris Willis - Stay (Kiko & Guetta & Garraud Remix)
- 2004 : David Guetta featuring JD Davis - The World Is Mine (F*** Me I'm Famous Remix)
- 2004 : Muttonheads - Smashing Music (Joachim Garraud Remix)
- 2005 : Mylène Farmer - Fuck them all (Mother F.... Vocal Club remix et Mother F... Dub remix)
- 2005 : Geyster - John Clay (Joachim Garraud Remix)
- 2005 : Eurythmics - I've Got a Life (David Guetta & Joachim Garraud Remix)
- 2005 : Africanism All Stars featuring Ben Onono - Summer Moon (F*** Me I'm Famous Remix)
- 2005 : Anaklein - Lena (Joachim Garraud Remix)
- 2005 : The Rivera Project featuring Laura Vane - Some Kind Of Heaven (David Guetta & Joachim Garraud F*** Me I'm Famous Remix)
- 2005 : Culture Club - Miss Me Blind (F*** Me I'm Famous Remix)
- 2005 : Deep Dish - Flashdance (David Guetta & Joachim Garraud F*** Me I'm Famous Remix)
- 2005 : Juliet - Avalon (F*** Me I'm Famous Remix)
- 2005 : Joachim Garraud - Rock The Choice (Joachim Garraud & David Guetta Remix)
- 2005 : Jan Francisco meets Joseph Armani - Infatuation (F*** Me I'm Famous Remix)
- 2005 : Joachim Garraud & Julien Créance - Acid Beat (Joachim Garraud Remix)
- 2005 : Moby - Beautiful (David Guetta & Joachim Garraud F*** Me I'm Famous Remix)
- 2005 : David Guetta featuring JD Davis - In Love with Myself (David Guetta & Joachim Garraud Remix)
- 2005 : MSTRKRFT featuring John Legend - Heartbreaker (Joachim Garraud Remix)
- 2005 : Benny Benassi featuring Naan - Who's Your Daddy? (David Guetta & Joachim Garraud Remix)
- 2005 : ShinyGrey - You Made A Promise (F*** Me I'm Famous Remix)
- 2005 : Da Hool - Meet Her at the Love Parade (Joachim Garraud Remix)
- 2005 : Cerrone - Supernature 2005 (Joachim Garraud Club Mix)
- 2006 : Bob Sinclar featuring Steve Edwards - World, Hold On (Children of the Sky) (David Guetta & Joachim Garraud Remix)
- 2006 : David Guetta vs. The Egg - Love Don't Let Me Go (Walking Away) (Joachim Garraud & David Guetta's F*** Me I'm Famous Remix)
- 2006 : Nick In Time - Emergency (Joachim Garraud Remix)
- 2006 : Julien Créance feat. Alexander Perls - Heatwave (Joachim Garraud Remix)
- 2007 : David Guetta & Chris Willis - Love Is Gone (Fred Rister & Joachim Garraud Remix)
- 2007 : Kylie Minogue - Wow (F*** Me I'm Famous Remix)
- 2007 : Téo Moss - U Start (Joachim Garraud Remix)
- 2007 : David Guetta featuring Cozi - Baby When the Light (Fred Rister & Joachim Garraud Remix)
- 2008 : Keemo & Tim Royko featuring Cosmo Klein - Beautiful Lie (Joachim Garraud Remix)
- 2008 : Sharam featuring Daniel Bedingfield - The One (David Guetta & Joachim Garraud Remix)
- 2008 :  Joachim Garraud - Die Invasion (Joachim Garraud FunkyChicken Remix)
- 2008 : Chuckie - Let The Bass Kick (Joachim Garraud Remix)
- 2008 : Laidback Luke & A-Trak - Shake It Down (Joachim Garraud Remix)
- 2009 :  Federico Franchi - Pears (Joachim Garraud Remix)
- 2009 : Steve Aoki - Deadmeat (Joachim Garraud Remix)
- 2009 : Paganini Traxx - Zoe (Joachim Garraud Remix)
- 2009 : BBE - Seven Days And One Week (Joachim Garraud Remix)
- 2009 : Mephisto - The Beat Of The Bee (Joachim Garraud Re-edit)
- 2009 : Basement Jaxx featuring Sam Sparro - Feeling's Gone (Joachim Garraud Remix)
- 2009 : Robbie Rivera - Closer to the Sun (Joachim Garraud Remix)
- 2009 : Felix da Housecat - We All Wanna Be Prince (Joachim Garraud Vocal Remix / Dub Remix)
- 2009 : Eddie Thoneick featuring Michael Feiner - Don't Let Me Down (Joachim Garraud Remix)
- 2009 : Clearcut featuring Trix - Fireworks (Joachim Garraud Remix)
- 2009 : Roman Salzger - (Voices) Inside My Head (Joachim Garraud Remix)
- 2009 : Dabruck & Klein & The Stafford Brothers - Open Up Your Arms (Joachim Garraud Remix)
- 2009 : David Guetta featuring Kid Cudi - Memories (F*** Me I'm Famous Remix)
- 2010 : Eric Carter - I Promised To The Sun (Joachim Garraud Remix)
- 2010 : Gorillaz - On Melancholy Hill (Joachim Garraud Remix)
- 2010 : JD Davis vs. Telex - Moscow Discow (Joachim Garraud Remix)
- 2010 : Kaskade feat. Martina Of Dragonette - Fire In Your New Shoes (Joachim Garraud Vocal Mix / Dub Mix)
- 2010 : Joachim Garraud - Street's Sound (Joachim Garraud 2010 Edit)
- 2010 : DJ Tocadisco - 2 Many Shots Of Jägermeister (Joachim Garraud Remix)
- 2010 : Bob Sinclar featuring Sean Paul - Tik Tok (Joachim Garraud Remix)
- 2010 : Juliet - Avalon 2 (David Guetta & Joachim Garraud F*** Me I'm Famous Remix)
- 2011 : Chris Willis - Too Much In Love (Joachim Garraud Remix)
- 2011 : Adele - Rolling in the Deep (Joachim Garraud Remix)
- 2011 : Robbie Rivera featuring Ozmosis - Keep On Going (Joachim Garraud Remix)
- 2011 : Sonic C & Digital Lab - Drunk Skunk (Joachim Garraud Remix)
- 2011 : Joachim Garraud - The Computer (The Boomzer & Joachim Garraud Remix)
- 2011 : Joachim Garraud - We Are The Future (Marco G & Joachim Garraud Remix)
- 2011 : Autoérotique - Turn Up The Volume (Joachim Garraud Remix)
- 2011 : Joachim Garraud featuring DJ Roland Clark - Bang Bang (Joachim Garraud & Timofey & Bartosz Brenes Dub Remix)
- 2011 : Fuzzy Hair - iLike (Joachim Garraud)
- 2012 : C.C. Sheffield - Long Brown Hair (Joachim Garraud Remix)
- 2012 : D.O.D. - Slammer (Joachim Garraud Remix)
- 2012 : Nick & Danny Chatelain - Matasuegras (Joachim Garraud Remix)
- 2013 : Albert Neve featuring DJ Disciple & Dru Hepkins & Norykko - Romper Room (Joachim Garraud Remix)
- 2013 : Cold Blank - Nirvana (Joachim Garraud Remix)
- 2013 : Nikki Williams - Kill, F**k, Marry (Bob Sinclar & Joachim Garraud Remix)
- 2013 : DJ Antoine vs. Mad Mark - Sky Is the Limit (Joachim Garraud Remix)
- 2013 : Joachim Garraud featuring A Girl And A Gun - Ca$h (Joachim Garraud & Charity Strike Remix)
- 2014 : 2 Unlimited - No Limit (Joachim Garraud Remix)
- 2014 : Beyoncé - Drunk in Love (Joachim Garraud Remix)
- 2015 : Ultra Naté - Unconditional (Joachim Garraud Club Remix)
- 2016 : Nervo featuring Harrison Miya - Bulletproof (Joachim Garraud Remix)
- 2017 : Esphyr & DJ Tocadisco - Dare I? (Joachim Garraud & Ridwello Remix)
- 2017 : Indochine - Un été français (Joachim Garraud & Ridwello Remix)
- 2017 : Xander Ace - Give It Up (Joachim Garraud & Ridwello Remix)
- 2018 : Corvad - Ultraviolence (Joachim Garraud Remix)
- 2018 : Joyce Jonathan - On (Joachim Garraud Remix)
- 2019 : Maxximum featuring Miriam Love - Back In The Nineties (Joachim Garraud Remix)
- 2019 : Didier Sinclair & DJ Chris Pi - Heavenly (Joachim Garraud Remix)
- 2019 : Yard of Blondes - Je veux danser tout l'été (Joachim Garraud Remix)
- 2019 : 740 Boyz - La Ronda (Joachim Garraud Remix)
- 2022 : Saint Tropez Caps - Freed from Desire (Joachim Garraud & Leo Ben Salem Remix)
- 2022 : Bob Sinclar & Roxanne Shanté - Reels (Joachim Garraud Remix)
- 2022 : Corvad - Take Me (Joachim Garraud Remix)
- 2022 : Miriam Love - The Weekend (Joachim Garraud & Leo Ben Salem Remix)
- 2022 : Robbie Rivera & The Melody Men - Jump Up (Joachim Garraud & Leo Ben Salem Remix)
- 2023 : Robbie Rivera - Go (Joachim Garraud & Dispyzer Rave Remix / Piano Remix)

### Sources
- Micke Gomez, « Inox Park : 5 ans déjà », DJ Magazine (Belgique), Lyon, no 6,‎ septembre - octobre 2014, p. 22 à 23 (ISSN 2271-006x)
- Ludovic Rambaud, « Joachim Garraud : le sens du partage », DJ Mag, no 12,‎ décembre 2015 - janvier 2016, p. 14 à 17 (ISSN 2271-006X)